# Los Cerritos de San Juan
Los Cerritos de San Juan är en ort i Mexiko.   Den ligger i kommunen Jerécuaro och delstaten Guanajuato, i den centrala delen av landet, 170 km nordväst om huvudstaden Mexico City. Los Cerritos de San Juan ligger 2 251 meter över havet och antalet invånare är 110.
Terrängen runt Los Cerritos de San Juan är kuperad österut, men västerut är den platt. Terrängen runt Los Cerritos de San Juan sluttar västerut. Runt Los Cerritos de San Juan är det ganska tätbefolkat, med 54 invånare per kvadratkilometer. Närmaste större samhälle är Jerécuaro, 13,2 km söder om Los Cerritos de San Juan. I omgivningarna runt Los Cerritos de San Juan växer huvudsakligen savannskog.